# Syzygium inopinatum
Syzygium inopinatum là một loài thực vật có hoa trong Họ Đào kim nương. Loài này được Amshoff miêu tả khoa học đầu tiên năm 1945.